# Ibrox Stadium
Ibrox Stadium is een voetbalstadion met plaats voor 50.947 toeschouwers in de Schotse stad Glasgow. Het is de thuisbasis van de voetbalclub Rangers FC. Haar oorspronkelijke naam was Ibrox Park. Het is ten zuiden van de rivier de Clyde gelegen, in het district Ibrox van Glasgow. Vlak bij het stadion ligt het metrostation Ibrox.
De Rangers zijn hier thuis sinds 1899. In 1929 werd de hoofdtribune gebouwd, die nog steeds bestaat. Met de verbouwingen in de jaren 80 en 90 kwam de capaciteit op de huidige 50.947 toeschouwers.
Behalve de Main-stand (-tribune) heeft het stadion ook een Copland, Broomloan en Govan-tribune. De naam werd officieel gewijzigd in Ibrox Stadium na de laatste verbouwing in 1997.

## Rampen
Op 5 april 1902 stortte een deel van de tribune in, waarbij 26 doden vielen.
Op 2 januari 1971 stierven er 66 mensen toen een trapleuning het begaf. Aan het eind van de Old Firm-wedstrijd Rangers - Celtic scoorden de gasten 0 - 1, en verlieten veel mensen het stadion. In de blessuretijd maakte Colin Stein nog gelijk voor de Rangers. Maar uit onderzoek bleek dat de mensen niet waren teruggelopen naar de tribune, dus dat het doelpunt niet de oorzaak was. Dit ongeluk staat bekend als de Ibrox-ramp.

## Belangrijke wedstrijden
De competitieontmoeting met Celtic staat bekend als de Old Firm, en is een van de echte 'klassiekers' onder de voetbalwedstrijden.
Celtic Park (Celtic FC) ·
Easter Road (Hibernian FC) ·
Fir Park (Motherwell FC) ·
Fountain of Youth Stadium (Hamilton Academical FC) ·
Ibrox Stadium (Rangers FC) ·
McDiarmid Park (St. Johnstone FC) ·
Pittodrie Stadium (Aberdeen FC) ·
Rugby Park (Kilmarnock FC) ·
Stark's Park (Raith Rovers FC) ·
Tannadice Park (Dundee United FC) ·
The Simple Digital Arena (St. Mirren FC) ·
Tony Macaroni Arena (Livingston FC) ·
Global Energy Stadium (Ross County FC)
Cappielow Park (Greenock Morton FC) ·
Caledonian Stadium (Inverness Caledonian Thistle FC) ·
Kilmac Stadium at Dens Park (Dundee FC) ·
East End Park (Dunfermline Athletic FC) ·
Gayfield Park (Arbroath FC) ·
Indodrill Stadium (Alloa Athletic FC) ·
Palmerston Park (Queen of the South FC) ·
Somerset Park (Ayr United FC) ·
Tynecastle Park (Heart of Midlothian FC)
Balmoor Stadium (Peterhead FC) ·
Balmoral Stadium (Cove Rangers FC) ·
Bayview Stadium (East Fife FC) ·
Falkirk Stadium (Falkirk FC) ·
Links Park (Montrose FC) ·
Penny Cars Stadium (Airdrie United FC) ·
Station Park (Forfar Athletic FC) ·
The C&G Systems Stadium (Dumbarton FC) ·
The Energy Check Stadium at Firhill (Partick Thistle FC)
Ainslie Park (Edinburgh City) ·
Borough Briggs (Elgin City FC) ·
Central Park (Cowdenbeath FC) ·
Forthbank Stadium (Stirling Albion FC) ·
Galabank (Annan Athletic FC) ·
Glebe Park (Brechin City FC) ·
Hampden Park (Queen's Park FC) ·
New Douglas Park (Clyde FC) ·
Ochilview Park (Stenhousemuir FC) ·
Stair Park (Stranraer FC) ·
The Reigart Stadium (Albion Rovers FC)